# Lillsjön (Ärla socken, Södermanland)
Lillsjön är en sjö i Eskilstuna kommun i Södermanland och ingår i Norrströms huvudavrinningsområde.